# Ґендун Чок'ї Німу
Ґендун Чок'ї Німу (нар. 25 квітня 1989 року) — 11-й Панчен-лама в традиції школи Гелуг, визнаний як Далай-ламою, так і багатьма іншими лідерами тибетського буддизму. Він народився в повіті Лхарі в Тибетському автономному районі КНР. 14 травня 1995 року 14-й Далай-лама визнав Ґендун Чок'ї Німу як 11-у реінкарнацію Панчен-лами. Незабаром після цього Ґендун Чок'ї Німу був узятий під варту владою КНР, і починаючи з 17 травня 1995 року ніхто з незалежних експертів жодного разу не бачив його. Пізніше влада КНР і підконтрольні їм діячі буддизму назвали іншу дитину, Г'ялцена Норбу, 11-м Панчен-ламою, але цей вибір був відкинутий більшістю тибетців.